# Asociația Suporter Club Oțelul Galați
L'Asociația Suporter Club Oțelul Galați, meglio noto come Oțelul Galați, è una società calcistica rumena con sede nella città di Galați. Milita nella Liga I, la prima divisione del campionato rumeno.

## Storia

### La Fondazione e i primi anni
L'Oțelul Galați venne fondato nel 1964 e rappresentava la Combinatul Siderurgic de la Dunăre, il più grande complesso siderurgico del paese. Il primo presidente fu Radu Arvinte Dopo qualche anno nelle serie inferiori, nella stagione 1967-68 ottiene la promozione in Divizia B.
All'inizio degli anni settanta la sezione sportiva della fabbrica subì un processo di rinnovamento e sdoppiò la squadra. Un primo team divenne nel 1970 FC Galați e successivamente FCM Galați che giocò in questo decennio per 3 volte in Divizia A. Un'altra squadra, denominata Dacia Galați e negli anni successivi Oțelul, giocò qualche anno tra la Divizia B e la Divizia C

### 1976, la seconda rinascita
Nel 1976 i lavoratori della fabbrica Laminorul de Benzi la Rece (LBR) (un mulino) rifondarono la società insieme ai lavoratori della fabbrica siderurgica. Dopo qualche campionato nelle serie inferiori riuscirono a centrare la promozione in Divizia B e vinsero il campionato di seconda serie nel 1985-86, distaccando la seconda classificata di 13 punti. Il primo campionato nella massima serie è concluso all'undicesimo posto, l'anno successivo al quarto, guadagnando l'accesso alla Coppa UEFA 1988-1989. Esordisce nelle competizioni europee con una vittoria per 1-0 contro la Juventus, perdendo il ritorno 5-0 ma al termine del campionato retrocede in virtù del terzultimo posto conquistato.
Torna nel massimo campionato nel 1991-92

### Dagli anni novanta ad oggi
Negli anni novanta il club disputa sempre campionati in Divizia A senza ottenere risultati particolari, eccetto un quarto posto nel 1997-98. Si salvò nel finale nel 2001-02. Con l'arrivo del presidente Nicolai Boghici la competitività del club aumentò. Arrivò alla finale di Coppa di Romania nel 2004 persa contro la Dinamo Bucarest 2-0
Nell'estate 2007 ha superato il terzo turno di Coppa Intertoto battendo i turchi del Trabzonspor con un doppio 2-1. Il 15 maggio 2011 vince il suo primo campionato con una giornata d'anticipo battendo il Fotbal Club Timișoara per 2 a 1, ottenendo per la prima volta la partecipazione alla fase a gironi della UEFA Champions League. Il 17 luglio 2011 vince la sua prima supercoppa di Romania battendo la Fotbal Club Steaua București per 1-0.
Nel 2016 la società si è sciolta. Più tardi, nello stesso anno, un gruppo di tifosi ha fondato l'ASC Oțelul Galați, che ne ha rilevato la tradizione sportiva del vecchio Oțelul Galați, e l'hanno iscritta in Liga IV, la quarta divisione del campionato rumeno. La squadra nel 2023 torna in Liga I.

## Stadio
Il club gioca le partite interne nello Stadio Oţelul con una capienza di 13.932 posti tutti a sedere costruito nel 1982. In occasione della UEFA Champions League 2011-2012 ha disputato le proprie partite interne nello Stadionul Național di Bucarest.

## Palmarès

### Competizioni nazionali
- Campionato rumeno: 1

2010-2011
- Supercupa României: 1

2011
- Liga II: 2

1985-1986, 1990-1991
- Liga III: 1

2021-2022 (girone 2)

### Altri piazzamenti
- Coppa di Romania:

Finalista: 2003-2004, 2023-2024
Semifinalista: 1999-2000, 2012-2013
- Liga III:

Terzo posto: 2017-2018
- Coppa dei Balcani per club:

Finalista: 1991-1992

### Statistiche nelle competizioni UEFA
Tabella aggiornata alla fine della stagione 2015-2016.
| Competizione                  | Partecipazioni | G | V | N | P | RF | RS |
| ----------------------------- | -------------- | - | - | - | - | -- | -- |
| UEFA Champions League         | 1              | 6 | 0 | 0 | 6 | 3  | 11 |
| Coppa UEFA/UEFA Europa League | 3              | 8 | 3 | 2 | 3 | 10 | 10 |
| Coppa Intertoto               | 1              | 4 | 3 | 1 | 0 | 7  | 2  |

## Tifoseria

### Storia
La squadra Oțelul Galați è sostenuta in gran parte dai cittadini della città di Galați, ma anche dal resto della contea di Galați. La storia ultras di Galați è iniziata negli anni ’90, quando l’intera curva nord dello stadio ha preso il nome di Sidexplozia 1996. Con il passare del tempo, sono nate gradualmente nuove fazioni come Ultra Sud 2004, Steel Boys 2006, Young Crew 2007, Grupa C 2005, New Order 2008, Suporter Club Oțelul Galați e altri. Sidexplozia 1996 ha acquisito, nel tempo, lo status di brigata, perdendo il ruolo di nome dell’intera curva.Un altro gruppo importante è stata la Liga Suporterilor Gălățeni (abbreviata LSG), dove solitamente si riunivano i tifosi che non appartenevano a una fazione ultras, ma desideravano comunque sostenere attivamente la squadra durante le partite.
Nel 2007, alcuni gruppi della Curva Nord Galați si sono spostati nel lato opposto dello stadio, a causa di divergenze con le fazioni della nord, formando così la Curva Sud Galați. In seguito, alcuni gruppi sono tornati nella Curva Nord, mentre altri sono rimasti nella curva sud dello Stadio Oțelul. Negli anni successivi, la rifondazione del club e la presa della Curva Sud Galați da parte dei tifosi della Steaua ha portato alla stabilizzazione di tre gruppi nella Curva Nord: Ultra Sud 2004, Steel Boys 2006 e Young Crew 2007 (il gruppo giovanile dei Steel Boys). Nel 2024, dopo il ritiro dei Steel Boys 2006 e dei Young Crew 2007 dall’attività, la Curva Nord Galați si trova in un periodo di transizione, con la nascita di un nuovo gruppo chiamato Spectra Syndicate '23, affiancato da Ultra Sud 2004.

### Gemellaggi e rivalità
Il Derby della Moldavia è una rivalità calcistica importante nella regione della Moldavia, che contrappone le squadre Politehnica Iași e Oțelul Galați. La rivalità si è intensificata nel corso degli anni, dopo numerosi scontri nei campionati di seconda divisione e nella SuperLiga rumena, assumendo un significato regionale, culturale e sportivo rilevante.Le prime partite tra le due squadre risalgono agli anni ’80, ma la rivalità ha preso veramente slancio dopo il 2004, quando la Politehnica Iași è tornata in prima divisione.Nel maggio 2008, dopo una partita decisiva terminata in pareggio, alcuni tifosi di Galați hanno attaccato l’autobus dei tifosi di Iași nel comune di Gârboavele, provocando danni.La rivalità è aumentata nel 2009, quando i tifosi dell’Oțelul Galați, il gruppo Ultra Sud Galați '04, sono riusciti a catturare simboli e materiali del gruppo rivale Settore Ultra '06. Questo gesto simbolico ha rappresentato una dimostrazione di forza e ha accentuato ulteriormente le tensioni tra le due tifoserie.Durante la stagione 2022-2023 della seconda divisione, la rivalità con la Politehnica Iași si è intensificata notevolmente nella lotta per la promozione. Le tre partite disputate tra le due squadre hanno generato un’atmosfera degna di un vero Derby della Moldavia, e alla fine entrambe le squadre hanno ottenuto la promozione in SuperLiga.
Un altro derby importante per l’Oțelul è contro il Dacia Unirea Brăila, anche se le due squadre non si sono affrontate molto spesso. La tensione deriva soprattutto dalla rivalità tra le due città. Altri derby sentiti sono quelli contro il Farul Constanța. Inoltre, la Curva Nord Galați si identifica come "anti-Bucarest" (contro le squadre della capitale, non contro la città in sé), e quindi ogni partita contro Rapid, Dinamo, Steaua o altre squadre di Bucarest viene vissuta con grande orgoglio e rivalità.
I tifosi della Curva Nord Galați mantengono un rapporto di fratellanza con i tifosi del Petrolul Ploiești. In passato, alcuni gruppi differenti di tifosi di Galați avevano rapporti di amicizia anche con gli ultras di Noua Legiune (Dacia Chișinău) e con quelli della Delta Tulcea.

## Rosa 2025-2026
| N. |                       | Ruolo | Calciatore          |
| -- | --------------------- | ----- | ------------------- |
| 1  | Romania (bandiera)    | P     | Cosmin Dur-Bozoancă |
| 2  | Bulgaria (bandiera)   | D     | Milen Želev         |
| 3  | Colombia (bandiera)   | D     | Julián Bonilla      |
| 4  | Portogallo (bandiera) | D     | Né Lopes            |
| 5  | Russia (bandiera)     | D     | Vadik Murria        |
| 7  | Portogallo (bandiera) | A     | Andrezinho          |
| 8  | Portogallo (bandiera) | C     | João Lameira        |
| 9  | Capo Verde (bandiera) | A     | Patrick Fernandes   |
| 10 | Romania (bandiera)    | A     | Eric Bicfalvi       |
| 11 | Romania (bandiera)    | A     | Ștefan Bană         |
| 14 | Romania (bandiera)    | D     | Andrei Rus          |
| 15 | Romania (bandiera)    | A     | Cristian Neicu      |
| 16 | Romania (bandiera)    | D     | Dan Neicu           |

| N. |                       | Ruolo | Calciatore      |
| -- | --------------------- | ----- | --------------- |
| 17 | Romania (bandiera)    | C     | Andrei Ciobanu  |
| 18 | Capo Verde (bandiera) | C     | João Paulo      |
| 19 | Romania (bandiera)    | C     | Radu Postelnicu |
| 20 | Romania (bandiera)    | A     | Daniel Sandu    |
| 22 | Romania (bandiera)    | P     | Gabriel Ursu    |
| 23 | Romania (bandiera)    | C     | Cristian Chira  |
| 24 | Romania (bandiera)    | A     | Denis Bordun    |
| 29 | Romania (bandiera)    | D     | Răzvan Trif     |
| 30 | Romania (bandiera)    | C     | Matei Frunză    |
| 31 | Croazia (bandiera)    | C     | Diego Živulić   |
| 32 | Romania (bandiera)    | P     | Iustin Popescu  |
| 77 | Portogallo (bandiera) | A     | Paulinho        |
| 88 | Brasile (bandiera)    | D     | Kazu            |

## Rose delle stagioni precedenti
- 2010-2011
- 2013-2014
- 2014-2015